# Arshad Chaudhry
Arshad Ali Chaudhry, né le 10 avril 1950 à Faisalabad et mort le 11 juin 2015 à Lahore, est un joueur pakistanais de hockey sur gazon.

## Biographie
Étudiant à Faisalabad, où il est capitaine de l'équipe de son collège, il obtient une maîtrise en histoire à l'université du Penjab à Lahore en 1973. 
Il participe à 33 matches avec l'équipe nationale de hockey de 1971 à 1976 et remporte la médaille de bronze aux Jeux olympiques de Montréal. 